# Ordre du Mérite civil (Espagne)
L'ordre du Mérite civil est, avec l'ordre d'Isabelle la Catholique, l'un des deux ordres actuellement dépendants du ministère des Affaires étrangères d'Espagne. Il est accordé à des citoyens espagnols ou étrangers qui ont des mérites à caractère civil : services remarquables à l'État, etc.

## Histoire
L'ordre du Mérite civil a été institué par le roi Alphonse XIII par un décret royal du 25 juin 1926, sur proposition du président du Conseil des ministres, Miguel Primo de Rivera. La publication de son premier règlement a lieu le 25 mai 1927.
Le gouvernement de la Deuxième République supprima l'ordre par un décret du 24 juillet 1931, étant de nouveau rétabli avec ses caractéristiques, privilèges et ancienneté antérieures par un décret du 7 novembre 1942.
Les nombreux changements opérés depuis cette date, tant par la réalité sociale et politique de l'Espagne, comme par l'ordre juridique-administratif, exigeant une actualisation, un nouveau règlement est adopté par un décret royal du 6 novembre 1998.
Au cours de la période 1979-2013, 22 669 personnes ont été décorées de l'ordre du Mérite civil.

## Règlement actuel
L'article 1 du règlement indique que l'ordre du Mérite civil a pour objet de reconnaître les mérites à caractère civil prouvés par un fonctionnaire dépendant de l'une des administrations publiques comprises dans la loi 30/1992, ou par des personnes étrangères à l'administration qui prêtent ou ont prêté des services particuliers à l'État, moyennant un travail extraordinaire, des initiatives profitables ou une constance exemplaire dans l'accomplissement de leur mission.
L'article 2 dudit règlement mentionne que cette décoration pourra être accordée, de plus, à des personnes de nationalité étrangère, à condition qu'elles aient prêté des services distingués à l'Espagne ou une collaboration notable dans un domaine qui lui soit bénéfique.
L'ordre du Mérite civil compte sept grades. Le collier est le plus important, suivi de la grand-croix ; ces deux-là étant généralement octroyés à des hauts fonctionnaires de l'administration, des généraux de l'armée et de la guardia civil ou à des personnes notables espagnoles ou étrangères. Pour la concession de ces deux premiers grades, l'approbation du Conseil des ministres est nécessaire.

## Insignes
| Insignes   |                   |             |                      |
|            |                   |             |                      |
| Collier    | Plaque de Collier | Grand-croix | Commandeur distingué |
|            |                   |             |                      |
| Commandeur | Croix d'officier  | Croix       | Croix d'argent       |